# Pomianionnyj Kamień
Pomianionnyj Kamień lub Kołczimskij Kamień (ros. Помянённый камень, Колчимский камень) – szczyt w rejonie krasnowiszerskim, na Uralu Północnym, w Kraju Permskim, w europejskiej części Rosji. Położona jest w odległości 30 km na wschód od Krasnowiszerska.
Pomianionnyj Kamień jest bocznym, zachodnim pasmem Uralu. W najwyższym punkcie sięga 780 m n.p.m. Wyniosłość rozciąga się na długości około 9 km, a jej całkowita powierzchnia wynosi 1100 ha. Skały zbudowane są z gruboziarnistego piaskowca kwarcowego w kolorze białym i czerwonym, który ma warstwową, poziomą strukturę. 

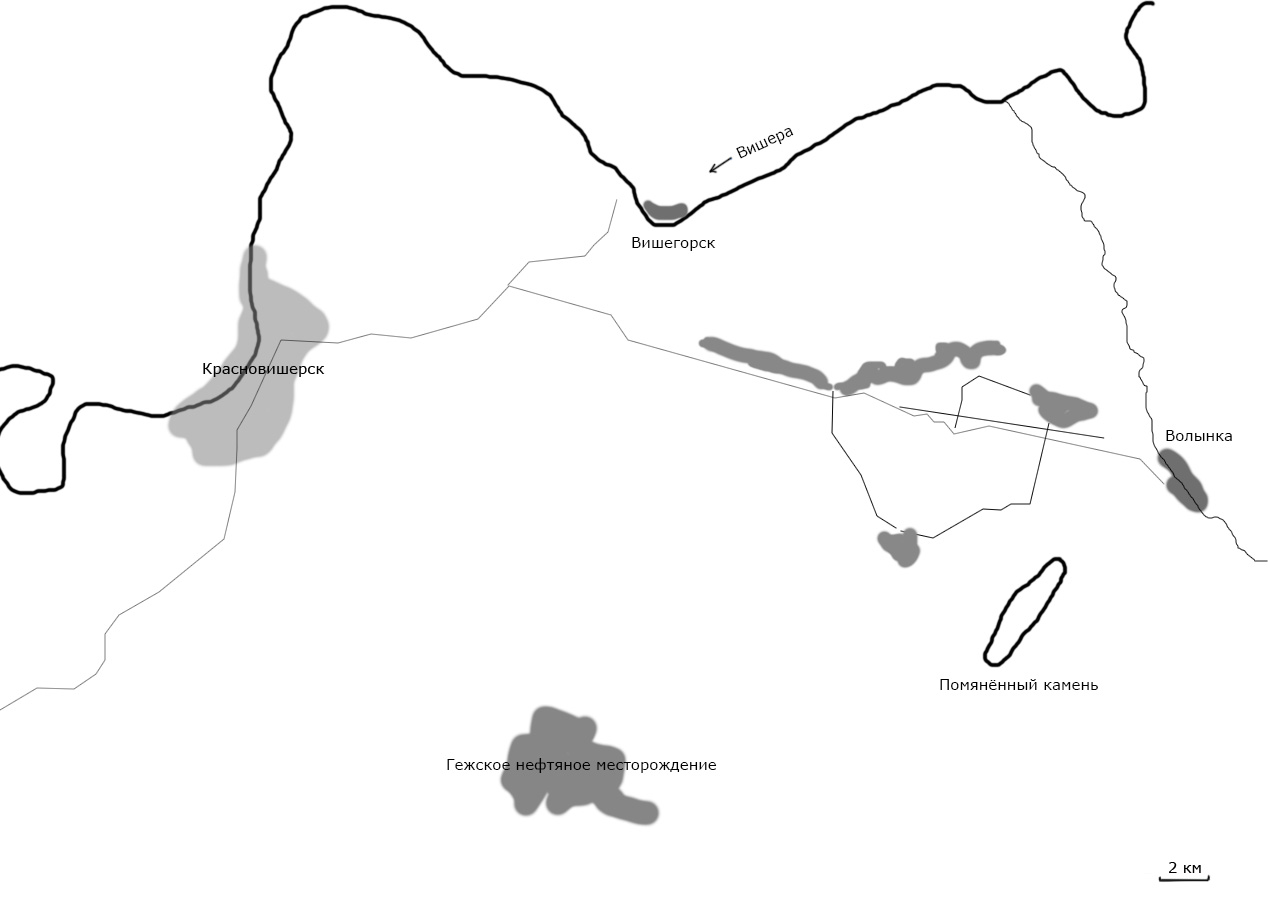
Położenie Pomianionnego Kamienia

Pomianionnyj Kamień jest pomnikiem przyrody regionalnego znaczenia. Jest też obiektem turystycznym przeznaczonym do pieszych wycieczek oraz wspinaczki, a w tym również skałkowej.